# Bactrocera neopallescentis
Bactrocera neopallescentis är en tvåvingeart som beskrevs av Drew 1989. Bactrocera neopallescentis ingår i släktet Bactrocera och familjen borrflugor. Inga underarter finns listade.